# Virus del nanisme dels Prunus
El virus del nanisme dels Prunus, també conegut com a PDV (de l'abreviació en anglès de: Prune dwarf virus), és un fitovirus del gènere Ilarvirus de la família Bromoviridae. És l'agent causant de la fitopatologia del nanisme dels Prunus.

## Descripció
Els virions són partícules isomètriques i bacil·liformes; d'uns 19-20 nm. de diàmetre i de 20 a 73 nm de llargada. Conté un ARN monocatenari positiu de sentit positiu i un quart ARN subgenòmmic. Els virions es poden trobar en qualsevol teixit de la planta infectada i estan compostos en un 14% per àcid nucleic mentre que el 86% restant són proteïnes. No conté lípids. Els seus principals hostes són espècies del gènere Prunus com l'ametller, el cirerer, el guinder, la prunera i el presseguer. tot i que pot afectar altres espècies de la família de les cucurbitàcies, solanàcies entre d'altres.

## Transmissió
Patogen de distribució mundial. El virus no depén de vectors animals. És propagat pel pol·len, per llavors o mecànicament durant el procés de l'empelt si aquest està infectat.

## Simptomatologia
Presenta simptomatologia diversa en funció de l'espècie. Durant la primavera causa taques cloròtiques, ronya difusa i anells en les fulles. En algunes varietats de Prunus, pot causar un escurçament dels entrenusos i una deformació del limbe foliar (d'aquí ve el seu nom comú de la malaltia que causa). A més pot causar la caiguda de borrons i de la flor. En el guinder (Prunus cerasus) causa a més, un engroguiment i defoliació generalitzada després de la caiguda dels pètals, reduint considerablement la producció de fruit però millorant-ne la qualitat. En el cogombre (Cucumis sativus) i la carabassera de bou (Cucurbita maxima) també pot causa danys per clorosi.